# La matanza de Quíos
La matanza de Quíos (en Francés, Scène des massacres de Scio) es un cuadro de Eugène Delacroix, conservado en el Museo del Louvre de París, Francia. Se trata de un óleo sobre lienzo que mide 417 cm de alto por 354 cm de ancho. Data del año 1824.
Este cuadro representa la masacre de Quíos, un episodio de la guerra de independencia de los griegos contra los otomanos ocurrido ese mismo año: la matanza de 20.000 habitantes de las islas griegas, y el sometimiento a la esclavitud de las mujeres y los niños supervivientes.
Al parecer esta guerra de Grecia le parecía un tema con el que lograr su propósito artístico, como señala en una carta a un amigo de 1821:

Para el próximo Salón deseo pintar un cuadro que tenga como asunto la nueva guerra entre turcos y griegos; de este modo, creo que las circunstancias me permitirán atraer la atención del público.

Cuando Delacroix expuso el cuadro en el Salón de París, vio la obra de John Constable (La carreta de heno), y su propio cuadro le pareció «triste y sin luz», por lo que decidió modificarlo, introduciendo «veladuras de irisación y nuevos efectos gracias a pequeñas pinceladas fuertes, muy cerca unas de otras».
El cuadro presenta tres pilas de personas. De izquierda a derecha, se ven expresiones de miedo y frustración. Los cuerpos, semidesnudos y tirados, reflejan la derrota de los griegos. 
A la izquierda hay una pareja. Puede verse la sangre que recorre el cuerpo del hombre. A su derecha, se encuentra la figura de una mujer vieja, que mira hacia afuera del cuadro con expresión de horror. Su presencia refuerza el patetismo de la escena.
Detrás de ella, a la derecha, se ve a un oficial turco llevándose a una mujer desnuda, lo que enfatiza la crueldad de la masacre.
Destaca en el lienzo la ausencia de un héroe. La masa de los habitantes son los protagonistas, los que resultan heroicos, sufriendo todos ellos la guerra.